# 132e division d'infanterie (France)
Pour les articles homonymes, voir 132e division d'infanterie.
La 132e division d'infanterie est une division d'infanterie de l'armée de terre française qui a participé à la Première Guerre mondiale.

## Création et différentes dénominations
- 23 septembre 1914 : Division de Marche de Verdun ou Division de Morlaincourt
- 2 juillet 1915 : 132e division d'infanterie

## Les chefs de la132edivision d'infanterie
- 23 septembre 1914 - 2 octobre 1915 : Général Boucher de Morlaincourt
- 2 octobre 1915 - 28 mars 1917 : Général Renaud
- 28 mars 1917 - 7 septembre 1918 : Général Huguenot
- 7 septembre 1918 - 24 février 1919 : Général Sicre

## Première Guerre mondiale

### Composition
- Infanterie

166e Régiment d’Infanterie de juillet 1915 à novembre 1918
298e Régiment d’Infanterie d’août à novembre 1918
303e Régiment d’Infanterie de juillet 1915 à mars 1917
330e Régiment d’Infanterie de juillet 1915 à septembre 1918 (dissolution)
364e Régiment d’Infanterie de juillet 1915 à août 1916 (dissolution)
366e Régiment d’Infanterie de juillet 1915 à novembre 1918
- Cavalerie

1 escadron du 4e régiment de hussards de juillet 1915 à janvier 1916
2 escadrons du 1er régiment de hussards de janvier 1916 à janvier 1917
2 escadrons (puis 1 escadron à partir de juillet 1917) du 3e régiment de dragons de janvier 1917 à novembre 1918
- Artillerie

2 groupes de 75 du 57e régiment d'artillerie de campagne de juillet 1915 à juillet 1917
1 batterie de 75 du 4e régiment d'artillerie de campagne de janvier 1916 à juillet 1917
1 batterie de 75 du 22e régiment d'artillerie de campagne de janvier 1916 à juillet 1917
1 batterie de 75 du 48e régiment d'artillerie de campagne de janvier 1916 à juillet 1917
3 groupes de 75 du 257e régiment d'artillerie de campagne de juillet 1917 à novembre 1918
101e batterie de 58 du 17e régiment d'artillerie de campagne de juillet 1915 à janvier 1918
101e batterie de 58 du 257e régiment d'artillerie de campagne de janvier à novembre 1918
12e groupe de 155c du 102e régiment d'artillerie lourde de janvier à juillet 1918
6e groupe de 155c du 130e régiment d'artillerie lourde de juillet à novembre 1918
- Génie

1 bataillon du 31e Régiment d’Infanterie Territoriale d’août à novembre 1918

### Historique

#### 1914
- 23 septembre : constitution, à Verdun, de la Division de Marche de Verdun ou Division de Morlaincourt.
- 23 septembre - 10 octobre : occupation de la région Watronville, Mont-sous-les-Côtes, et opérations en Woëvre :

28 septembre : combat vers Fresnes-en-Woëvre.
6 - 8 octobre : combats vers Pintheville, Riaville et Champlon.

#### 1915
- 10 octobre 1914 - 9 décembre 1915 : occupation d'un secteur vers Trésauvaux et les abords d'Étain :

12 octobre : prise de Champlon.
12 - 15 octobre : attaque française sur Marchéville-en-Woëvre.
12 novembre : attaque allemande vers Pintheville.
18, 27 mars 1915 : attaques françaises vers Marchéville. Engagée sur place, le 6 avril 1915, dans la 1re Bataille de la Woëvre :
6-14 avril : attaques françaises vers la cote 233.
17 avril : secteur réduit au front Marchéville, bois de Buzy.
5 juin : extension du front, à droite, jusque vers Champlon.
11 août : extension à gauche, jusque vers Etain. À partir du 30 septembre, nouvelle extension, à droite, jusqu'aux Éparges (guerre de mines aux Éparges).
- 9 décembre 1915 - 8 janvier 1916 : retrait du front ; repos dans la région de Rosnes et instruction au camp de Belrain. À partir du 27 décembre, repos à Verdun.

#### 1916
- 8 janvier - 19 mars : mouvement vers le front, puis occupation d'un secteur entre Les Éparges et Étain. À partir du 25 février, engagée dans la bataille de Verdun ; repli progressif jusqu'au front Eix, le nord des Éparges :

26 et 27 février : combats à Ville-en-Woëvre.
27 février : combats à Moulainville.
28 février : combats à Ronvaux, à Manheulles, et à Champlon.
28 février au 7 mars : combats à Fresnes-en-Woëvre. Front réduit à gauche, le 28 février, jusqu'au sud de Châtillon-sous-les-Côtes, et le 5 mars, jusqu'à Villers-sous-Bonchamp.
- 19 mars - 8 avril : retrait du front ; repos dans la région Génicourt-sur-Meuse, Sommedieue.
- 8 avril - 28 juin : mouvement vers le front et occupation d'un secteur vers le sud de Vaux-lès-Palameix et Dompcevrin.
- 28 juin - 11 juillet : retrait du front, regroupement vers Ligny-en-Barrois, puis transport par V.F. vers la région de Montdidier ; instruction.
- 11 juillet - 10 septembre : mouvement vers le front. À partir du 13 juillet, occupation d'un secteur vers Lihons et la voie ferrée d'Amiens à Chaulnes ; le 26 juillet, déplacement du front, à gauche, vers le nord de Lihons et le bois Etoilé. À partir du 4 septembre, engagée dans la Bataille de la Somme, dans la région de Vermandovillers :

4, 5, 6 et 7 septembre : attaques françaises sur Vermandovillers.
- 10 - 24 septembre : retrait du front et repos vers Montdidier.
- 24 septembre 1916 - 4 février 1917 : mouvement vers la région de Davenescourt, puis occupation d'un secteur vers Andechy et Maucourt, réduit à droite, le 23 janvier 1917, jusqu'à la route d'Amiens à Roye.

#### 1917
- 4 février - 12 mars : retrait du front, mouvement par étapes vers Tournan. À partir du 13 février, transport par V.F. vers Bar-le-Duc, puis mouvement vers Souhesme-la-Grande ; repos et instruction.
- 12 mars - 12 avril : occupation d'un secteur vers la cote 304 et Avocourt.
- 12 - 17 avril : retrait du front et repos vers Triaucourt.
- 17 avril - 29 mai : transport par camions vers Vadenay ; repos vers Dampierre-le-Château. À partir du 28 avril, éléments en secteur vers Tahure et Auberive-sur-Suippe, et éléments aux travaux vers Tilloy-et-Bellay.
- 29 mai - 25 juin : occupation d'un secteur vers le Mont Cornillet et le Mont Blond : du 18 au 22 juin, engagements locaux.
- 25 juin - 21 juillet : retrait du front ; repos dans la région de Mairy-sur-Marne.
- 21 juillet - 17 septembre : occupation d'un secteur vers le Téton et le Mont Haut.
- 17 septembre - 26 octobre : retrait du front ; repos et instruction vers Mairy-sur-Marne.
- 26 octobre 1917 – 1er juin 1918 : occupation d'un secteur vers Auberive-sur-Suippe et l'est de l'Epine de Vedegrange.

#### 1918
- 1er - 18 juin : occupation d'un nouveau secteur vers l'Epine de Vedegrange et le mont Sans Nom.
- 18 - 26 juin : retrait du front ; repos dans la région de Vadenay.
- 26 juin - 23 juillet : mouvement vers le front, puis occupation d'un secteur vers Auberive-sur-Suippe et le Mont-sans-Nom. À partir du 15 juillet, engagée dans la 4e bataille de Champagne : résistance sur la position principale ; puis organisation du front vers Auberive-sur-Suippe et la ferme de Moscou.
- 23 juillet - 19 août : retrait du front, repos vers Saint-Germain-la-Ville. À partir du 2 août, transport par V.F. vers Pont-Sainte-Maxence, puis transport par camions vers Mareuil-sur-Ourcq, et enfin mouvement par étapes vers la forêt de Compiègne.
- 19 août - 15 septembre : mouvement vers le front. Engagée dans la 2e Bataille de Noyon :

20 août : prise du mont de Choisy, de Cuts, de la Pommeraye.
22 août : progression jusqu'à l’Oise. À partir du 29 août, engagée dans la poussée vers la position Hindenburg : franchissement du canal de l'Ailette.
2 - 7 septembre : poursuite vers la lisière est de la basse forêt de Coucy. Puis réorganisation des positions conquises vers Barisis-aux-Bois et la route de Saint-Gobain à Chauny.
- 15 septembre - 6 octobre : retrait du front ; repos vers Ivors, puis vers Acy-en-Multien.
- 6 - 31 octobre : transport par V.F. dans la région d’Arnèke, Cassel ; repos dans celle de Sainte-Marie-Cappel et de Saint-Sylvestre-Cappel. Mouvement vers Poelkapelle, puis vers Roulers. Engagée, à partir du 20 octobre, dans la Bataille de la Lys et de l'Escaut (2e Bataille de Belgique) : prise de Marialoop et Dentergem ; franchissement de la Lys et progression jusqu'à la voie ferrée de Courtrai à Gand (31 octobre).
- 31 octobre - 9 novembre : repos vers Dentergem et Markegem.
- 9 - 11 novembre : mouvement vers Wannegem-Lede (Kruisem) ; stationnement.

### Rattachements
- Affectation organique :

juillet 1915 : Isolée
janvier 1916 : 30e Corps d’Armée
- 1re armée

8 janvier 1915 – 9 août 1916
6 – 12 février 1917
14 – 15 septembre 1918
- 2e armée

26 février – 28 juin 1916
13 février – 16 avril 1917
- 3e armée

23 septembre 1914 – 7 janvier 1915
15 novembre 1916 – 6 février 1917
3 – 4 août 1918
5 – 13 septembre 1918
- 4e armée

17 avril 1917 – 2 août 1918
- 6e armée

10 juillet – 4 août 1916
19 octobre – 11 novembre 1918
- 10e armée

29 juin – 9 juillet 1916
5 août – 14 novembre 1916
5 août – 4 septembre 1918
16 septembre – 5 octobre 1918
- G.A.F.

6 – 18 octobre 1918
- Région Fortifiée de Verdun

10 août 1915 – 25 février 1916